# Isao Rafael Cruz
Isao Rafael Cruz Alonso (5 de agosto de 1982) es un deportista cubano que compitió en judo adaptado. Ganó tres medallas en los Juegos Paralímpicos de Verano entre los años 2000 y 2012.

## Palmarés internacional
| Juegos Paralímpicos | Juegos Paralímpicos   | Juegos Paralímpicos | Juegos Paralímpicos |
| Año                 | Lugar                 | Medalla             | Categoría           |
| ------------------- | --------------------- | ------------------- | ------------------- |
| 2000                | Sídney (Australia)    | Medalla de oro      | –81 kg              |
| 2008                | Pekín (China)         | Medalla de oro      | –81 kg              |
| 2012                | Londres (Reino Unido) | Medalla de bronce   | –81 kg              |